# Darla K. Anderson
Darla K. Anderson (Glendale, California; 22 de agosto de 1968) es una productora de cine estadounidense que solo ha trabajado en películas de Pixar. El personaje Darla en Buscando a Nemo fue creado por el director Andrew Stanton para hacerle una broma a la productora.

## Filmografía
| Película         | Año  | Notas                                             |
| ---------------- | ---- | ------------------------------------------------- |
| Coco             | 2017 |                                                   |
| The Great Escape | 2016 |                                                   |
| Toy Story 3      | 2010 | Le hizo nominar al Premio Oscar a mejor película. |
| Cars             | 2006 |                                                   |
| Monsters, Inc.   | 2001 |                                                   |
| A Bug's Life     | 1998 |                                                   |

## Premios y nominaciones
Premios Óscar
| Año  | Categoría                   | Película    | Resultado |
| ---- | --------------------------- | ----------- | --------- |
| 2011 | Mejor película              | Toy Story 3 | Nominada  |
| 2018 | Mejor película de animación | Coco        | Ganador   |